# Hôpital Saint-Nicolas d'Aiguilhe
L'hôpital Saint-Nicolas est un ancien hôpital situé en France sur la commune d'Aiguilhe, dans la région Auvergne-Rhône-Alpes.

## Localisation
L'ancien hôpital est situé dans le département français de la Haute-Loire, sur la commune d'Aiguilhe, dans l'ancienne région administrative d'Auvergne.

## Historique
Plusieurs documents font référence à la construction au cours des XIe et XIIe siècles. La structure actuelle remonte au XIVe siècle. Au pied du rocher de l'Aiguilhe, on trouve une section des anciens bâtiments de l'hôpital d'Aiguilhe, qui a ensuite été utilisée comme annexe de l'hôpital du Puy pour le traitement des maladies contagieuses.

## Description
Les structures existantes forment un grand quadrilatère attaché à une porte en arc brisé de l'enceinte originale. La façade sud est agrémentée d'une tourelle d'escalier, tandis que la façade ouest présente un long mur qui n'a jamais été restauré. Cette façade est animée par des ouvertures en arc brisé, des traceries gothiques, divers arcs de décharge, des redents en encorbellement et des corbeaux de bretèches disparus. À l'intérieur, une cheminée gothique est préservée, avec un linteau composé d'éléments séparés et sculptés.

## Protection
Les façades et toitures sont inscrites au titre des monuments historiques par arrêté du 11 mars 1964.